# Martha Roldós
Martha Rina Victoria Roldós Bucaram (Guayaquil, Ecuador; 1963) es una economista, profesora y política ecuatoriana.
Sus padres fueron Martha Bucaram y el ex-presidente de la República Jaime Roldós Aguilera, ambos fallecieron en un accidente aéreo en Loja.
Ha sido diputada del antiguo Congreso Nacional y asambleísta constituyente por el Partido Red Ética y Democracia, el cual fue liderado por su tío León Roldós Aguilera. Fue candidata a la Presidencia de la República en las elecciones presidenciales del 2009, junto a Eduardo Delgado.
Actualmente es comisionada de la Comisión Anticorrupción, su última intervención fue en contra de la impunidad que favorece a los funcionarios con altos cargos del Estado.